# Баджіо Лун
Сікстус "Баджіо" Лун Чан Хан (кит.: 梁頌恆, нар. 7 серпня 1986, Гонконг) — гонконгський активіст та політик. Лідер партії Youngspiration, що виступає за незалежність Гонконгу.

## Біографія
Лун закінчив Гонконгський міський Університет, де з 2007 року очолював студентське самоврядування. Після здобуття вищої освіти займався підприємництвом.
У січні 2015 Лун заснував партію Youngspiration з групою однодумців, які брали участь у Революції парасольок 2014 року. Його головними ідеями стали проголошення Незалежності Гонконгу, протидія напливу китайських іммігрантів та туристів тощо. Балотувався до районних рад Гонконгу під час виборів 2015 року, проте програв пропекінським кандидатам. 

## Депутатство та дискваліфікація
На виборах до Законодавчої ради Гонконгу 2016 року політична партія Youngspiration утворила з іншими новоствореними після Революції парасольок 2014 об’єднаннями альянс  під назвою ALLinHK. 
Лун  планував висуватися на окрузі «Острів Гонконг», однак відкликав свою кандидатуру в останній момент і перейшов на округ «Західні нові території».. Баджіо Лун був обраний депутатом Законодавчої ради Гонконгу, отримавши 37,997 голосів. 
12 жовтня 2016 Лун зі своєю партійною колегою Яу Вай Чін на першому засіданні сесії змінили текст присяги та вигукували «Гонконг - не Китай», через що їхня присяга була відхилена.. 
15 листопада 2016 року суд дискваліфікував Баджіо Луна та Яу Вай Чін з лав Законодавчої ради. 